# Sam Séverin Ango
 (février 2024).
Pour les articles homonymes, voir Ango.
Sam Séverin Ango est un journaliste camerounais.

## Biographie

### Enfance, éducation et débuts
Sam Séverin Ango est originaire du sud du Cameroun.

### Carrière
Il travaille pour un groupe média appartenant à Serge Espoir Matomba, du PURS même s'il dit être en pause quoique sympathisant du Mouvement pour la renaissance du Cameroun,,.